# دوغ سميث (لاعب كرة قدم كندية)
دوغ سميث هو لاعب كرة قدم كندية كندي، ولد في 16 يونيو 1952 في Galt, Ontario ‏ في كندا.